# Владимир (град)
Владимир (рус. Влади́мир) град је у Русији и административни центар Владимирске области. Налази се око 180 km источно од Москве. Према попису становништва из 2010. у граду је живело 345.598 становника.

## Географија
Површина града износи 124,59 km².

### Клима
| Клима Владимира             | Клима Владимира | Клима Владимира | Клима Владимира | Клима Владимира | Клима Владимира | Клима Владимира | Клима Владимира | Клима Владимира | Клима Владимира | Клима Владимира | Клима Владимира | Клима Владимира | Клима Владимира |
| Показатељ \ Месец           | .Јан.           | .Феб.           | .Мар.           | .Апр.           | .Мај.           | .Јун.           | .Јул.           | .Авг.           | .Сеп.           | .Окт.           | .Нов.           | .Дец.           | .Год.           |
| --------------------------- | --------------- | --------------- | --------------- | --------------- | --------------- | --------------- | --------------- | --------------- | --------------- | --------------- | --------------- | --------------- | --------------- |
| Апсолутни максимум, °C (°F) | 7,1 (44,8)      | 9,5 (49,1)      | 16,8 (62,2)     | 27,8 (82)       | 34 (93)         | 34,4 (93,9)     | 37,1 (98,8)     | 36,5 (97,7)     | 29,5 (85,1)     | 25 (77)         | 14,8 (58,6)     | 9,2 (48,6)      | 37,1 (98,8)     |
| Средњи максимум, °C (°F)    | −5,6 (21,9)     | −5 (23)         | 1,5 (34,7)      | 10,9 (51,6)     | 18,6 (65,5)     | 22,1 (71,8)     | 24,3 (75,7)     | 22 (72)         | 15,7 (60,3)     | 8 (46)          | −0,4 (31,3)     | −4,4 (24,1)     | 9 (48)          |
| Просек, °C (°F)             | −8,5 (16,7)     | −8,5 (16,7)     | −2,5 (27,5)     | 5,7 (42,3)      | 12,6 (54,7)     | 16,6 (61,9)     | 18,8 (65,8)     | 16,5 (61,7)     | 10,8 (51,4)     | 4,6 (40,3)      | −2,7 (27,1)     | −7 (19)         | 4,7 (40,5)      |
| Средњи минимум, °C (°F)     | −11,3 (11,7)    | −11,5 (11,3)    | −5,8 (21,6)     | 1,4 (34,5)      | 7,3 (45,1)      | 11,8 (53,2)     | 14 (57)         | 12,1 (53,8)     | 7,2 (45)        | 2,1 (35,8)      | −4,7 (23,5)     | −9,4 (15,1)     | 1,1 (34)        |
| Апсолутни минимум, °C (°F)  | −39,7 (−39,5)   | −36,1 (−33)     | −30 (−22)       | −16,1 (3)       | −9 (16)         | 0 (32)          | 3,9 (39)        | 0 (32)          | −6,3 (20,7)     | −18,9 (−2)      | −27,2 (−17)     | −43 (−45)       | −43 (−45)       |
| Извор: Погода и Климат      |                 |                 |                 |                 |                 |                 |                 |                 |                 |                 |                 |                 |                 |

## Историја
Древна Хипатијусова хроника помиње да је Владимир основао кијевски кнез Владимир Свјатославич 990. Званично се за годину оснивања узима 1108, када је Владимир Мономах утврдио град. Око пол века касније, кнежеви Кијева су се преселили у Владимир. Град је тада доживео процват који је трајао до инвазије Татара 7. фебруара 1238. Средином 14. века Московска кнежевина је заузела Владимир, и он је изгубио на значају.
Владимир је 1719. постао главни град своје провинције.
Споменици под заштитом УНЕСКО у Владимиру (Светска баштина):
- Успењски сабор (изграђен 1158–1160, проширен 1185–1189). Сабор су осликали Андреј Рубљов и Данил Чиорни 1408.
- Катедрала Светог Димитрија (Димитријевски сабор, изграђен 1194–1197)
- Златна капија (изграђена 1158–1164, преуређена у касном 18. веку)

## Становништво
Према прелиминарним подацима са пописа, у граду је 2010. живело 345.598 становника, 29.644 (9,38%) више него 2002.
| 1939.  | 1959.   | 1970.   | 1979.   | 1989.   | 2002.   | 2010.   |
| ------ | ------- | ------- | ------- | ------- | ------- | ------- |
| 66.797 | 153.865 | 234.087 | 296.371 | 349.702 | 315.954 | 345.373 |

## Партнерски градови
- Усти на Лаби
- Сент
- Ерланген
- Кампобасо
- Чунгкинг
- Керава
- Анталија
- Ангијари
- Блумингтон
- Кентербери
- Јелења Гора
- Крџали
- Сарасота